# Neobidessodes
Neobidessodes es un género de coleópteros adéfagos de la familia Dytiscidae. 

## Especies
- Neobidessodes bilita	(Watts 1978)
- Neobidessodes darwiniensis	Henrich & Balke 2011
- Neobidessodes denticulatus	(Sharp 1882)
- Neobidessodes flavosignatus	(Zimmermann 1922)
- Neobidessodes grossus	(Zimmermann 1922)
- Neobidessodes limestoneensis	(Watts & Humphreys)
- Neobidessodes mjobergi	(Zimmermann 1922)
- Neobidessodes samkrisi	Hendrich & Balke 2009
- Neobidessodes thoracicus	Hendrich & Balke 2009